# Vergt
Pour les articles homonymes, voir Vergt (homonymie).
Vergt [vɛʁ] est une commune française située dans le département de la Dordogne, en région Nouvelle-Aquitaine.
Chef-lieu du canton de Vergt de 1790 à 2015, la commune est devenue à cette date le bureau centralisateur du canton du Périgord central.

## Géographie

### Généralités
Vergt est située géographiquement au centre de la Dordogne. Cela en fait un carrefour naturel entre les principales voies de communication du département et une situation enviable, à quinze minutes de l'A89, autoroute reliant Bordeaux à Genève, via Lyon.
Le canton vernois est un haut lieu de la culture de la fraise en France.
D'un climat rigoureux en hiver pour cause de situation « en cuvette », c'est justement le nombre élevé de jours de gel, qui a avantagé Vergt pour la production de la fraise.
Cette activité était une quasi-monoculture. Les tunnels recouverts de bâches plastiques transparentes s'étendaient à perte de vue, donnant parfois l'impression d'importantes étendues d'eau.
Depuis plusieurs années maintenant, les productions d'autres provenances européennes concurrencent fortement la production vernoise.
Malgré le rétrécissement du monde agricole, les survivants diversifient notablement leurs productions : primeurs, petits fruits, élevage de volailles et notamment de canards gras, mais aussi élevages bovins, etc.

### Communes limitrophes
Vergt est limitrophe de neuf autres communes.
| Creyssensac-et-Pissot   | Chalagnac            | Église-Neuve-de-Vergt, Sanilhac |
| Grun-Bordas             | Vergt                | Salon                           |
| Saint-Mayme-de-Péreyrol | Saint-Amand-de-Vergt | Saint-Michel-de-Villadeix       |

### Géologie et relief

#### Géologie
Situé sur la plaque nord du Bassin aquitain et bordé à son extrémité nord-est par une frange du Massif central, le département de la Dordogne présente une grande diversité géologique. Les terrains sont disposés en profondeur en strates régulières, témoins d'une sédimentation sur cette ancienne plate-forme marine. Le département peut ainsi être découpé sur le plan géologique en quatre gradins différenciés selon leur âge géologique. Vergt est située dans le troisième gradin à partir du nord-est, un plateau formé de calcaires hétérogènes du Crétacé.
Les couches affleurantes sur le territoire communal sont constituées de formations superficielles du Quaternaire et de roches sédimentaires datant pour certaines du Cénozoïque, et pour d'autres du Mésozoïque. La formation la plus ancienne, notée c4b-c, date du Santonien moyen à supérieur, composée de calcaire crayo-glauconieux avec niveaux à huîtres (P. vesicularis), devenant au sommet plus grossier à silex et rudistes (formation de Saint-Félix-de-Reillac), faciès pouvant évoluer vers des sables fins et grès carbonatés à rudistes. La formation la plus récente, notée CFp, fait partie des formations superficielles de type colluvions indifférenciées de versant, de vallon et plateaux issues d'alluvions, molasses, altérites. Le descriptif de ces couches est détaillé dans  les feuilles « no 782 - Mussidan » et « no 783 - Thenon » de la carte géologique au 1/50 000 de la France métropolitaine, et leurs notices associées,.

Carte géologique de Vergt.

#### Relief et paysages

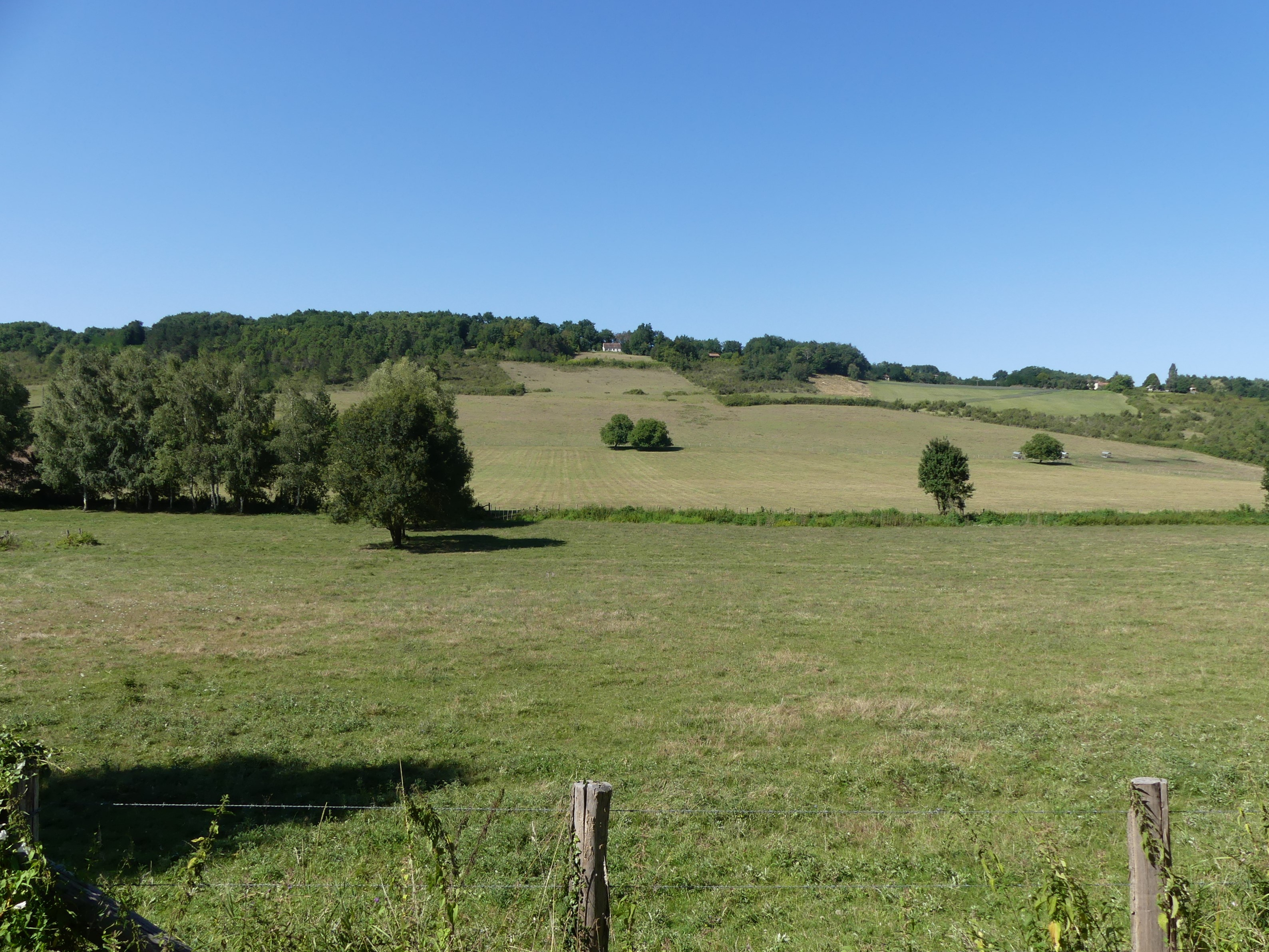
La vallée du Vern en amont du lieu-dit Pont-Romieux.

Le département de la Dordogne se présente comme un vaste plateau incliné du nord-est (491 m, à la forêt de Vieillecour dans le Nontronnais, à Saint-Pierre-de-Frugie) au sud-ouest (2 m à Lamothe-Montravel). L'altitude du territoire communal varie quant à elle entre 112 mètres et 246 mètres,.
Dans le cadre de la Convention européenne du paysage entrée en vigueur en France le 1er juillet 2006, renforcée par la loi du 8 août 2016 pour la reconquête de la biodiversité, de la nature et des paysages, un atlas des paysages de la Dordogne a été élaboré sous maîtrise d’ouvrage de l’État et publié en octobre 2020. Les paysages du département s'organisent en huit unités paysagères,. La commune fait partie du Périgord central, un paysage vallonné, aux horizons limités par de nombreux bois, plus ou moins denses, parsemés de prairies et de petits champs.
La superficie cadastrale de la commune publiée par l'Insee, qui sert de référence dans toutes les statistiques, est de 32,52 km2,,. La superficie géographique, issue de la BD Topo, composante du Référentiel à grande échelle produit par l'IGN, est quant à elle de 33,63 km2.

### Hydrographie

#### Réseau hydrographique
La commune est située dans le bassin de la Dordogne au sein du Bassin Adour-Garonne. Elle est drainée par le Vern et par divers petits cours d'eau, qui constituent un réseau hydrographique de 17 km de longueur totale,.
Le Vern, d'une longueur totale de 40,36 km, prend sa source en limite des communes de Val de Louyre et Caudeau et Veyrines-de-Vergt, et se jette dans l'Isle en rive gauche à Neuvic. Il traverse la commune du sud-est à l'ouest sur près de huit kilomètres et demi.

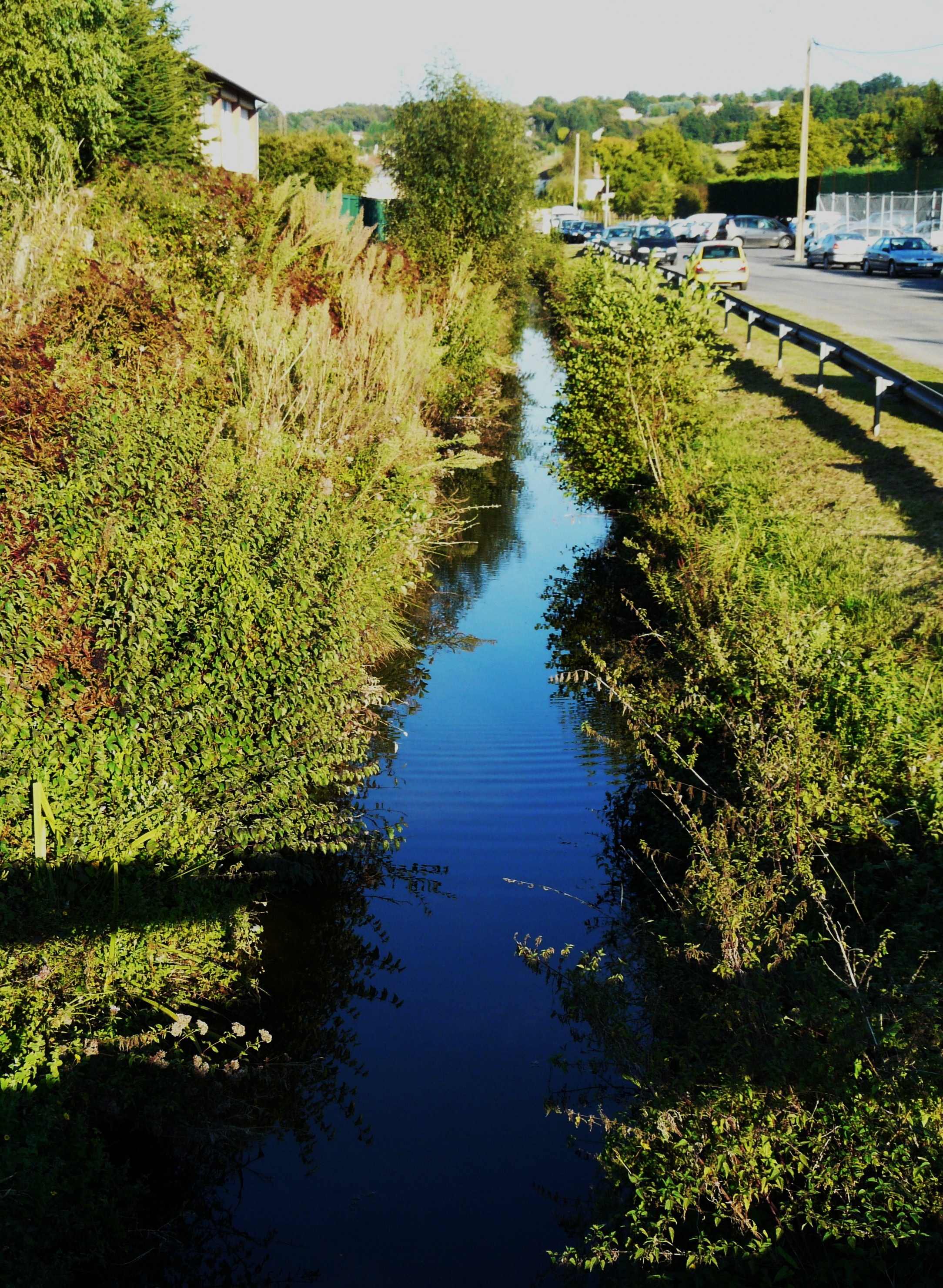
Le Vern à Vergt.
Réseaux hydrographique et routier de Vergt.

#### Gestion et qualité des eaux
Le territoire communal est couvert par le schéma d'aménagement et de gestion des eaux (SAGE) « Isle - Dronne ». Ce document de planification, dont le territoire regroupe les bassins versants de l'Isle et de la Dronne, d'une superficie de 7 500 km2, a été approuvé le 2 août 2021. La structure porteuse de l'élaboration et de la mise en œuvre est l'établissement public territorial de bassin de la Dordogne (EPIDOR). Il définit sur son territoire les objectifs généraux d’utilisation, de mise en valeur et de protection quantitative et qualitative des ressources en eau superficielle et souterraine, en respect des objectifs de qualité définis dans le troisième SDAGE  du Bassin Adour-Garonne qui couvre la période 2022-2027, approuvé le 10 mars 2022.
La qualité des eaux de baignade et des cours d’eau peut être consultée sur un site dédié géré par les agences de l’eau et l’Agence française pour la biodiversité.

### Climat
Pour des articles plus généraux, voir Climat de la Nouvelle-Aquitaine et Climat de la Dordogne.
En 2010, le climat de la commune est de type climat océanique altéré, selon une étude s'appuyant sur une série de données couvrant la période 1971-2000. En 2020, Météo-France publie une typologie des climats de la France métropolitaine dans laquelle la commune est toujours exposée à un climat océanique altéré et est dans la région climatique  Aquitaine, Gascogne, caractérisée par une pluviométrie abondante au printemps, modérée en automne, un faible ensoleillement au printemps, un été chaud (19,5 °C), des vents faibles, des brouillards fréquents en automne et en hiver et des orages fréquents en été (15 à 20 jours).
Pour la période 1971-2000, la température annuelle moyenne est de 12,4 °C, avec  une amplitude thermique annuelle de 15,3 °C. Le cumul annuel moyen de précipitations est de 919 mm, avec 12,4 jours de précipitations en janvier et 6,7 jours en juillet. Pour la période 1991-2020, la température moyenne annuelle observée sur la station météorologique la plus proche, située sur la commune de Coulounieix-Chamiers à 18 km à vol d'oiseau, est de 13,1 °C et le cumul annuel moyen de précipitations est de 912,2 mm,. Pour l'avenir, les paramètres climatiques de la commune estimés pour 2050 selon différents scénarios d’émission de gaz à effet de serre sont consultables sur un site dédié publié par Météo-France en novembre 2022.

### Milieux naturels et biodiversité

#### Espaces protégés
La protection réglementaire est le mode d’intervention le plus fort pour préserver des espaces naturels remarquables et leur biodiversité associée,.
La commune fait partie du bassin de la Dordogne, un territoire d'une superficie de 24 000 km2 reconnu réserve de biosphère par l'UNESCO en juillet 2012 et se situe dans sa « zone de transition ».

#### Réseau Natura 2000
Le réseau Natura 2000 est un réseau écologique européen de sites naturels d'intérêt écologique élaboré à partir des directives habitats et oiseaux, constitué de zones spéciales de conservation (ZSC) et de zones de protection spéciale (ZPS).
Aucun site Natura 2000 n'a été défini sur la commune.

#### Zones naturelles d'intérêt écologique, faunistique et floristique
L'inventaire des zones naturelles d'intérêt écologique, faunistique et floristique (ZNIEFF) a pour objectif de réaliser une couverture des zones les plus intéressantes sur le plan écologique, essentiellement dans la perspective d’améliorer la connaissance du patrimoine naturel national et de fournir aux différents décideurs un outil d’aide à la prise en compte de l’environnement dans l’aménagement du territoire.
En 2022, aucune ZNIEFF n’est recensée sur la commune d’après l'INPN.
Cependant, il existe une ZNIEFF de type 1 qui concerne certains coteaux du Vern,, notamment une petite zone d'environ neuf hectare, à l'ouest de la commune, près du lieu-dit Toiras. Celle-ci ne représente que 2 % de la superficie totale de cette ZNIEFF où une espèce déterminante de plantes et quatre espèces d'oiseaux protégées au titre de la Directive oiseaux de l'Union européenne ont été répertoriées.

## Urbanisme

### Typologie
Au 1er janvier 2024, Vergt est catégorisée bourg rural, selon la nouvelle grille communale de densité à 7 niveaux définie par l'Insee en 2022.
Elle est située hors unité urbaine et hors attraction des villes,.

### Occupation des sols
L'occupation des sols de la commune, telle qu'elle ressort de la base de données européenne d’occupation biophysique des sols Corine Land Cover (CLC), est marquée par l'importance des forêts et milieux semi-naturels (52,2 % en 2018), une proportion sensiblement équivalente à celle de 1990 (52,3 %). La répartition détaillée en 2018 est la suivante : 
forêts (51,1 %), prairies (26,4 %), zones agricoles hétérogènes (17,5 %), zones urbanisées (2,6 %), terres arables (1,3 %), milieux à végétation arbustive et/ou herbacée (1,1 %). L'évolution de l’occupation des sols de la commune et de ses infrastructures peut être observée sur les différentes représentations cartographiques du territoire : la carte de Cassini (XVIIIe siècle), la carte d'état-major (1820-1866) et les cartes ou photos aériennes de l'IGN pour la période actuelle (1950 à aujourd'hui).

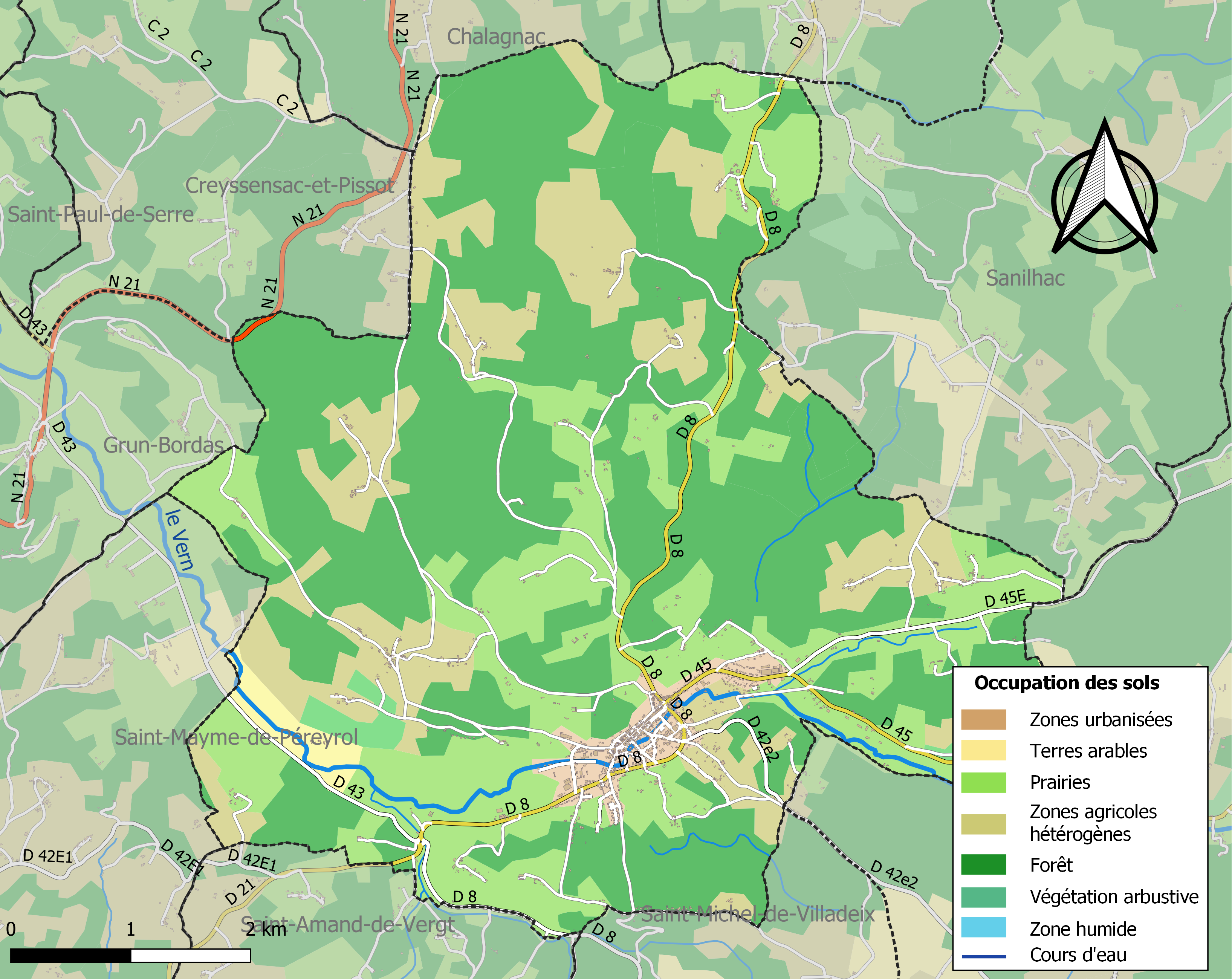
Carte des infrastructures et de l'occupation des sols de la commune en 2018 (CLC).

### Prévention des risques
Le territoire de la commune de Vergt est vulnérable à différents aléas naturels : météorologiques (tempête, orage, neige, grand froid, canicule ou sécheresse), feux de forêts, mouvements de terrains et séisme (sismicité très faible). Il est également exposé à un risque technologique, le transport de matières dangereuses. Un site publié par le BRGM permet d'évaluer simplement et rapidement les risques d'un bien localisé soit par son adresse soit par le numéro de sa parcelle.

#### Risques naturels

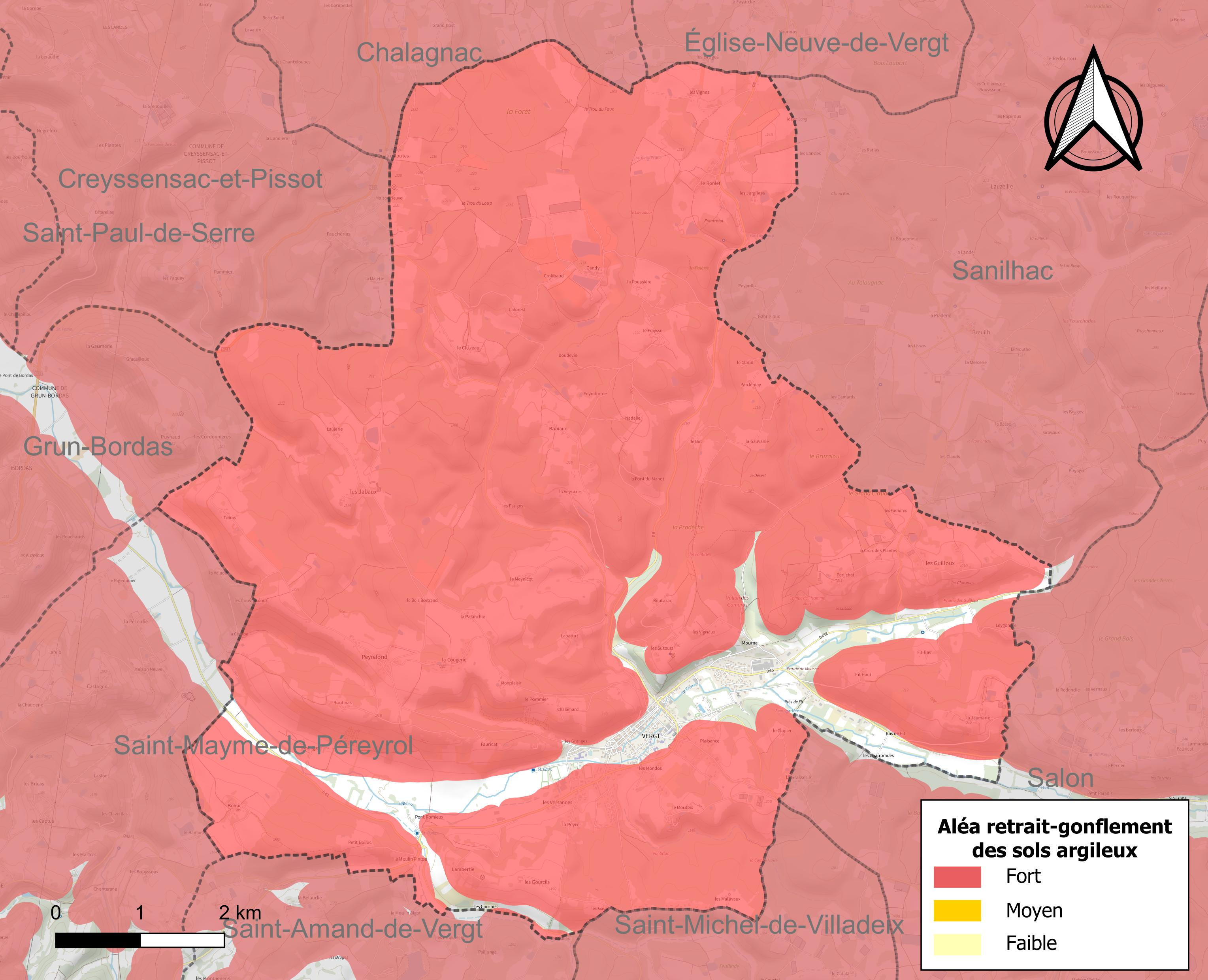
Carte des zones d'aléa retrait-gonflement des sols argileux de Vergt.

Vergt est exposée au risque de feu de forêt. L’arrêté préfectoral du 14 mars 2013 fixe les conditions de pratique des incinérations et de brûlage dans un objectif de réduire le risque de départs d’incendie. À ce titre, des périodes sont déterminées : interdiction totale du 15 février au 15 mai et du 15 juin au 15 octobre, utilisation réglementée du 16 mai au 14 juin et du 16 octobre au 14 février. En septembre 2020, un plan inter-départemental de protection des forêts contre les incendies (PidPFCI) a été adopté pour la période 2019-2029,.
Les mouvements de terrains susceptibles de se produire sur la commune sont des tassements différentiels. Le retrait-gonflement des sols argileux est susceptible d'engendrer des dommages importants aux bâtiments en cas d’alternance de périodes de sécheresse et de pluie. 91,9 % de la superficie communale est en aléa moyen ou fort (58,6 % au niveau départemental et 48,5 % au niveau national métropolitain). Depuis le 1er octobre 2020, en application de la loi ÉLAN, différentes contraintes s'imposent aux vendeurs, maîtres d'ouvrages ou constructeurs de biens situés dans une zone classée en aléa moyen ou fort,.
La commune a été reconnue en état de catastrophe naturelle au titre des dommages causés par les inondations et coulées de boue survenues en 1982, 1983, 1986 et 1999, par la sécheresse en 1989, 1992, 1997, 2005, 2009 et 2011 et par des mouvements de terrain en 1999.

## Toponymie

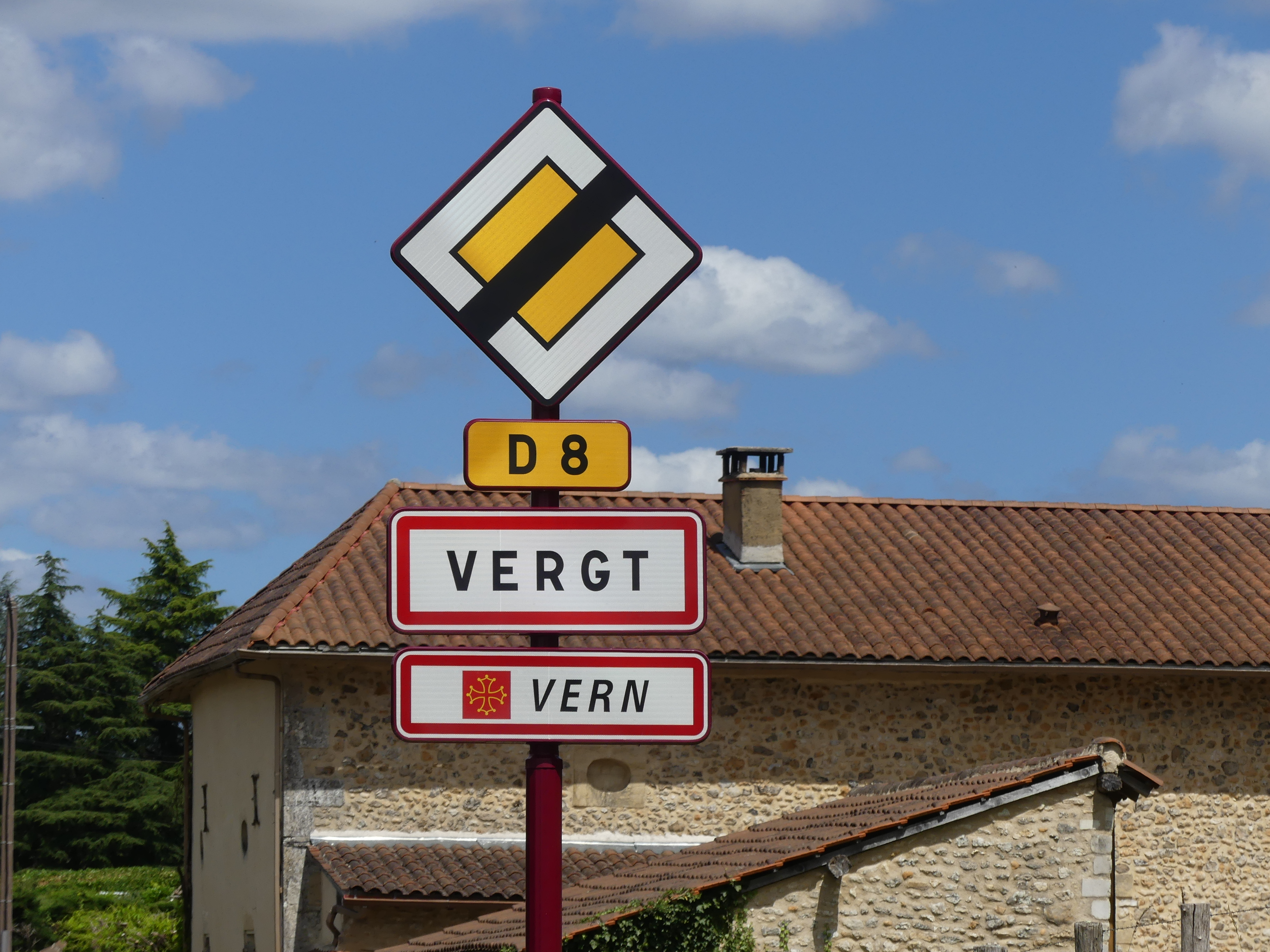
Panneau d'entrée au bourg de Vergt en français et occitan.

En occitan, la commune porte le nom de Vern.
Sur la planète Mars, en mars 2021, l'une des cibles d'analyses poussées effectuées sur un affleurement rocheux par l'astromobile Curiosity de la NASA, est baptisée d'après la commune.

## Histoire

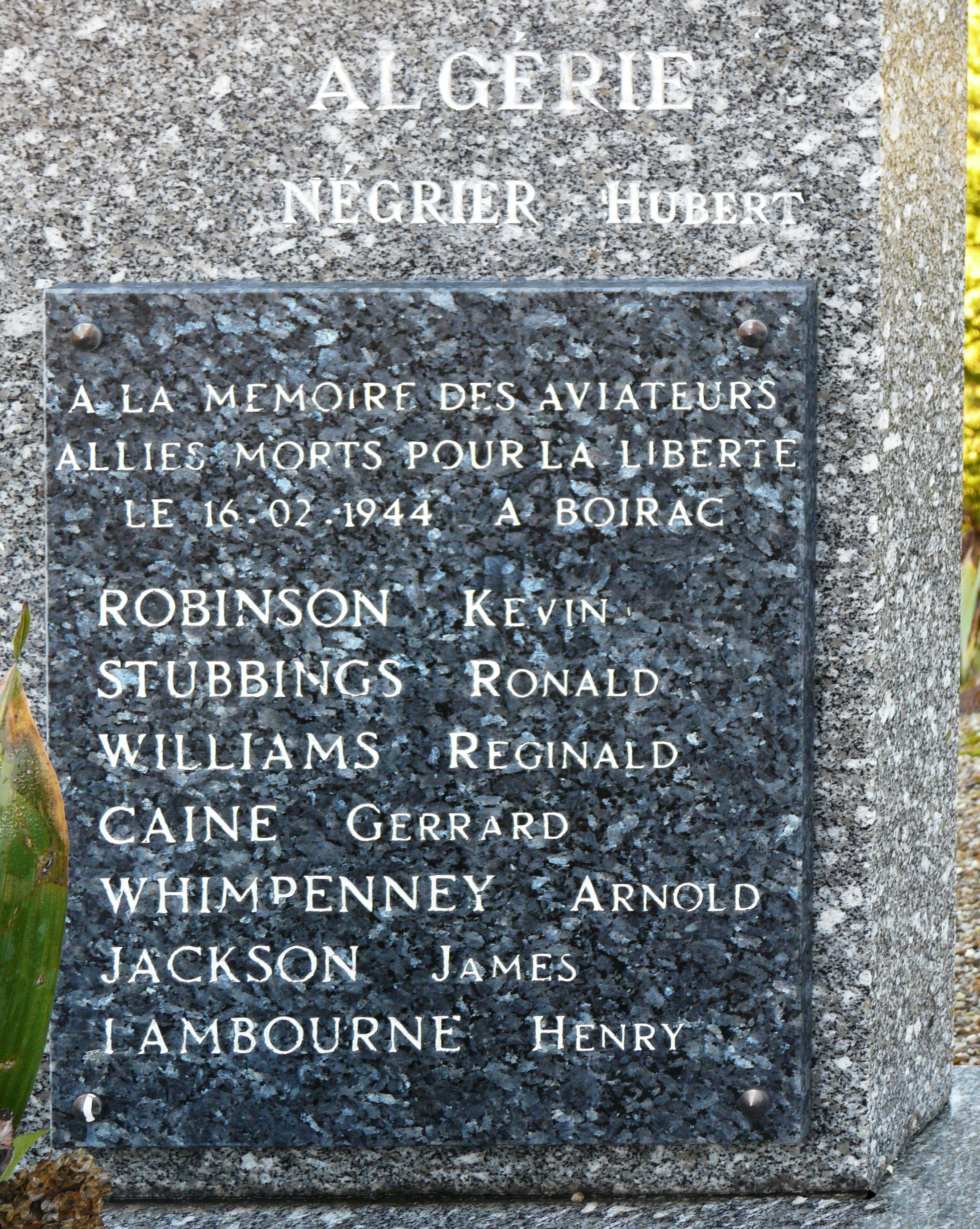
Plaque à la mémoire des aviateurs morts à Boirac.

Le 9 octobre 1562 a lieu la bataille de Vergt, entre les catholiques et les protestants, dans le cadre de la première guerre de religion. Blaise de Monluc, capitaine catholique, défait Symphorien de Duras et Guy de Montferrand, seigneur de Langoiran.
La commune est créée en 1790, et son nom fluctue d'une année à l'autre, portant alternativement les noms de Saint-Jean-de-Vergt, Vern ou Vergt. L'ancienne commune de Sainte-Marie-de-Vergt fusionne avec Vergt en 1824. Il reste un vestige de l'église sur la place à droite avant la sortie du village vers Périgueux.
Le 16 février 1944, sept aviateurs alliés (quatre britanniques, deux australiens et un canadien) meurent lorsque leur avion s'écrase à l'ouest de la commune, au lieu-dit Boirac.

## Politique et administration

### Rattachements administratifs
Dès 1790, la commune de Vergt est le chef-lieu du canton de Vergt qui dépend du district de Perigueux jusqu'en 1795, date de suppression des districts. En 1801, le canton est rattaché à l'arrondissement de Périgueux.
Dans le cadre de la réforme de 2014 définie par le décret du 21 février 2014, ce canton disparaît aux élections départementales de mars 2015. La commune est alors rattachée au canton du Périgord central, dont elle devient le bureau centralisateur.

### Intercommunalité
Fin 2001, Vergt intègre dès sa création la communauté de communes du Pays vernois dont elle est le siège. Celle-ci est dissoute le 31 décembre 2013 et remplacée au 1er janvier 2014 par la communauté de communes du Pays vernois et du terroir de la truffe dont elle est également le siège. Celle-ci est dissoute le 31 décembre 2016 et ses communes sont intégrées à la communauté d'agglomération Le Grand Périgueux le 1er janvier 2017.

### Administration municipale
La population de la commune étant comprise entre 1 500 et 2 499 habitants au recensement de 2017, dix-neuf conseillers municipaux ont été élus en 2020,.

### Liste des maires
| Période                                  | Période                         | Identité                       | Étiquette | Qualité                                              |
| ---------------------------------------- | ------------------------------- | ------------------------------ | --------- | ---------------------------------------------------- |
| Les données manquantes sont à compléter. |                                 |                                |           |                                                      |
|                                          |                                 |                                |           |                                                      |
| 1852                                     | 1871                            | Philibert du Rieu de Marsaguet |           |                                                      |
|                                          |                                 |                                |           |                                                      |
|                                          |                                 | André Moulinier                |           | Médecin                                              |
|                                          |                                 |                                |           |                                                      |
| juin 1995                                | 2002                            | Jean-Pierre Dechamp            |           |                                                      |
| 2002                                     | mars 2008                       | Jean-Luc Noyer                 |           |                                                      |
| mars 2008                                | mai 2020                        | Raymond Cacan                  | PS        | Enseignant retraité Maire de Violaines (1989 → 2001) |
| mai 2020                                 | En cours (au 20 septembre 2022) | Pierre Jaubertie               | PCF       | Retraité des transports                              |

### Jumelages

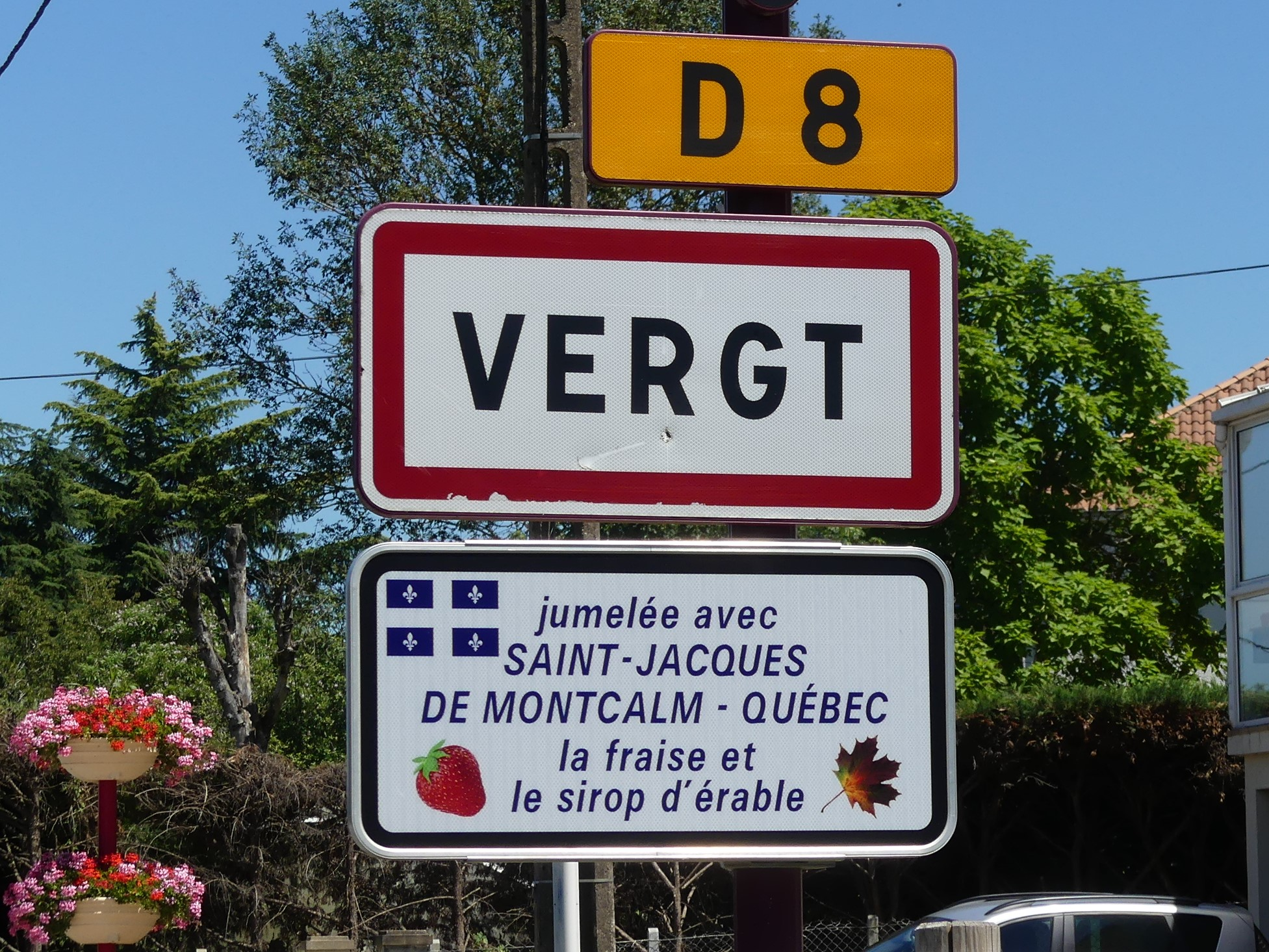
Panneau de jumelage de Vergt.

Les communes du Pays vernois sont jumelées avec la ville canadienne de Saint-Jacques de Montcalm depuis 1996.

## Équipements et services publics

### Enseignement
- Collège des Trois Vallées

### Justice
En 2023, dans le domaine judiciaire, Vergt relève : 
- du tribunal judiciaire, du tribunal pour enfants, du conseil de prud'hommes et du tribunal de commerce de Périgueux ;
- du pôle Nationalité du tribunal judiciaire de Périgueux (compétent uniquement dans le domaine de la nationalité) ;
- de la cour d'appel, du tribunal administratif et de la  cour administrative d'appel de Bordeaux.

### Sécurité
La nouvelle caserne de gendarmerie mise en service en novembre 2025 a remplacé l'ancienne datant de 1972.

## Population et société

### Démographie
Jusqu'en 1824, les communes de Sainte-Marie-de-Vergt et de Vergt étaient indépendantes.

#### Démographie de Sainte-Marie-de-Vergt
En 1824, la commune de Sainte-Marie-de-Vergt fusionne avec celle de Vergt.
| 1793 | 1800 | 1806 | 1821 |
| ---- | ---- | ---- | ---- |
| 542  | 525  | 537  | 566  |

#### Démographie de Vergt
Les habitants de Vergt se nomment les Vernois.
L'évolution du nombre d'habitants est connue à travers les recensements de la population effectués dans la commune depuis 1793. Pour les communes de moins de 10 000 habitants, une enquête de recensement portant sur toute la population est réalisée tous les cinq ans, les populations de référence des années intermédiaires étant quant à elles estimées par interpolation ou extrapolation. Pour la commune, le premier recensement exhaustif entrant dans le cadre du nouveau dispositif a été réalisé en 2006.

En 2022, la commune comptait 1 750 habitants, en évolution de +5,23 % par rapport à 2016 (Dordogne : +0,37 %, France hors Mayotte : +2,11 %).
| 1793 | 1800 | 1806 | 1821 | 1831  | 1836  | 1841  | 1846  | 1851  |
| ---- | ---- | ---- | ---- | ----- | ----- | ----- | ----- | ----- |
| 700  | 786  | 843  | 891  | 1 641 | 1 638 | 1 715 | 1 734 | 1 762 |

| 1856  | 1861  | 1866  | 1872  | 1876  | 1881  | 1886  | 1891  | 1896  |
| ----- | ----- | ----- | ----- | ----- | ----- | ----- | ----- | ----- |
| 1 827 | 1 789 | 1 849 | 1 842 | 1 831 | 1 832 | 1 826 | 1 800 | 1 675 |

| 1901  | 1906  | 1911  | 1921  | 1926  | 1931  | 1936  | 1946  | 1954  |
| ----- | ----- | ----- | ----- | ----- | ----- | ----- | ----- | ----- |
| 1 607 | 1 593 | 1 690 | 1 468 | 1 424 | 1 326 | 1 390 | 1 352 | 1 259 |

| 1962  | 1968  | 1975  | 1982  | 1990  | 1999  | 2006  | 2011  | 2016  |
| ----- | ----- | ----- | ----- | ----- | ----- | ----- | ----- | ----- |
| 1 190 | 1 224 | 1 369 | 1 419 | 1 422 | 1 512 | 1 698 | 1 637 | 1 663 |

| 2021  | 2022  | - | - | - | - | - | - | - |
| ----- | ----- | - | - | - | - | - | - | - |
| 1 731 | 1 750 | - | - | - | - | - | - | - |

### Sports
En 2020, en football, la Jeunesse du Périgord Centre (qui regroupait les jeunes de Vergt, du FCCL et de L'Étoile Sportive Alvéroise) fusionne avec le FCCL — issu de la fusion en 2014 des clubs de Cendrieux et de La Douze — et L'Étoile Sportive Alvéroise, la nouvelle entité prenant le nom de FC Périgord Centre (FCPC).
En rugby à XV, l'Union athlétique vernoise rugby est engagée en championnat de France de Fédérale 3 pour la saison 2021-2022.

### Manifestations culturelles et festivités

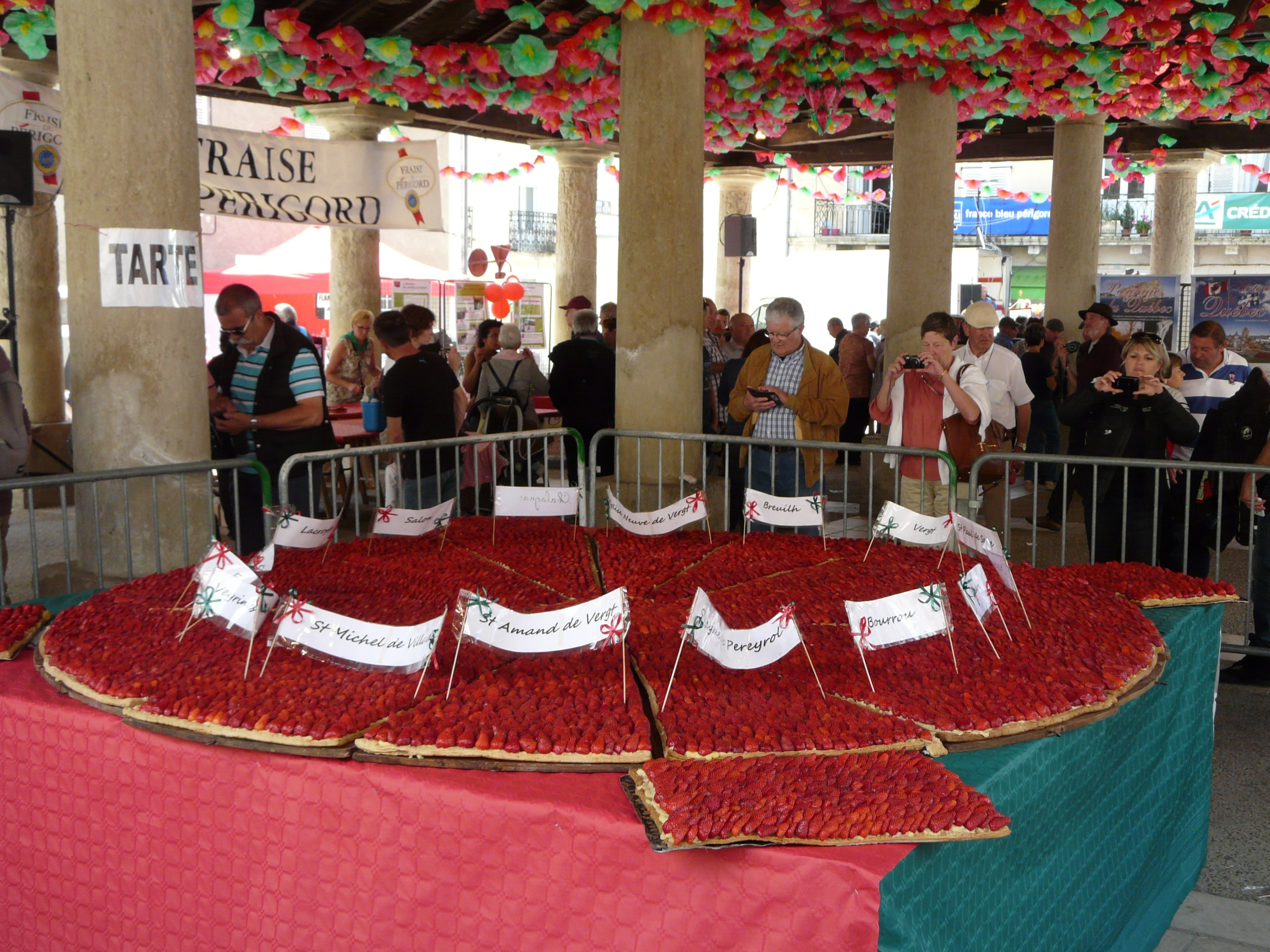
La tarte aux fraises géante en 2015.

- Le troisième dimanche de mai, la « Fête de la fraise et des fleurs » est une manifestation lors de laquelle est confectionnée une tarte aux fraises géante[68]. Il a été envisagé de ne pas organiser cette manifestation en 2017, pour causes de normes de sécurité, ingérables selon le maire de Vergt, imposées consécutivement à l'attentat du 14 juillet 2016 à Nice[69]. La 18e édition, payante pour la première fois, s'est néanmoins tenue normalement le 21 mai[70] et a attiré 10 000 visiteurs, contre 12 000 à 15 000 les années précédentes[71]. Compte tenu du nombre de bénévoles insuffisant et des difficultés d'organisation, la manifestation ne se tient pas en 2018[71]. La 19e édition se tient en mai 2019[72], mais la manifestation est annulée en 2020 et en 2021 pour cause de pandémie de Covid-19[73]. La 22e édition s'est tenue en mai 2024[74].
- Au mois de juin, a lieu la fête de la Saint-Jean sur la place du même nom.
- Début septembre, le comice agricole.

## Économie

### Emploi
En 2015, parmi la population communale comprise entre 15 et 64 ans, les actifs représentent 736 personnes, soit 44,6 % de la population municipale. Le nombre de chômeurs (143) a fortement augmenté par rapport à 2010 (88) et le taux de chômage de cette population active s'établit à 19,4 %.

### Établissements
Au 31 décembre 2015, la commune compte 241 établissements, dont 131 au niveau des commerces, transports ou services, cinquante relatifs au secteur administratif, à l'enseignement, à la santé ou à l'action sociale, vingt-huit dans la construction, dix-neuf dans l'agriculture, la sylviculture ou la pêche, et treize dans l'industrie.

### Entreprises
Parmi les entreprises dont le siège social est en Dordogne, l'Union des coopératives agricoles Clair et vert dite Clair et vert (transformation et conservation de fruits) se classe en 41e position quant au chiffre d'affaires hors taxes en 2015-2016, avec 26 172 k€. Sur la même période, elle se classe 20e dans le secteur du commerce.
Également dans le commerce, Trifany (supermarché) se classe 50e avec 12 658 k€.
En ce qui concerne le chiffre d'affaires à l'exportation en 2015-2016, tous secteurs confondus, la Société de commercialisation achat et vente Europe (commerce de gros interentreprises de fruits et légumes) se classe 50e avec 764 k€ quant au chiffre d'affaires à l'exportation.

## Culture locale et patrimoine

### Lieux et monuments

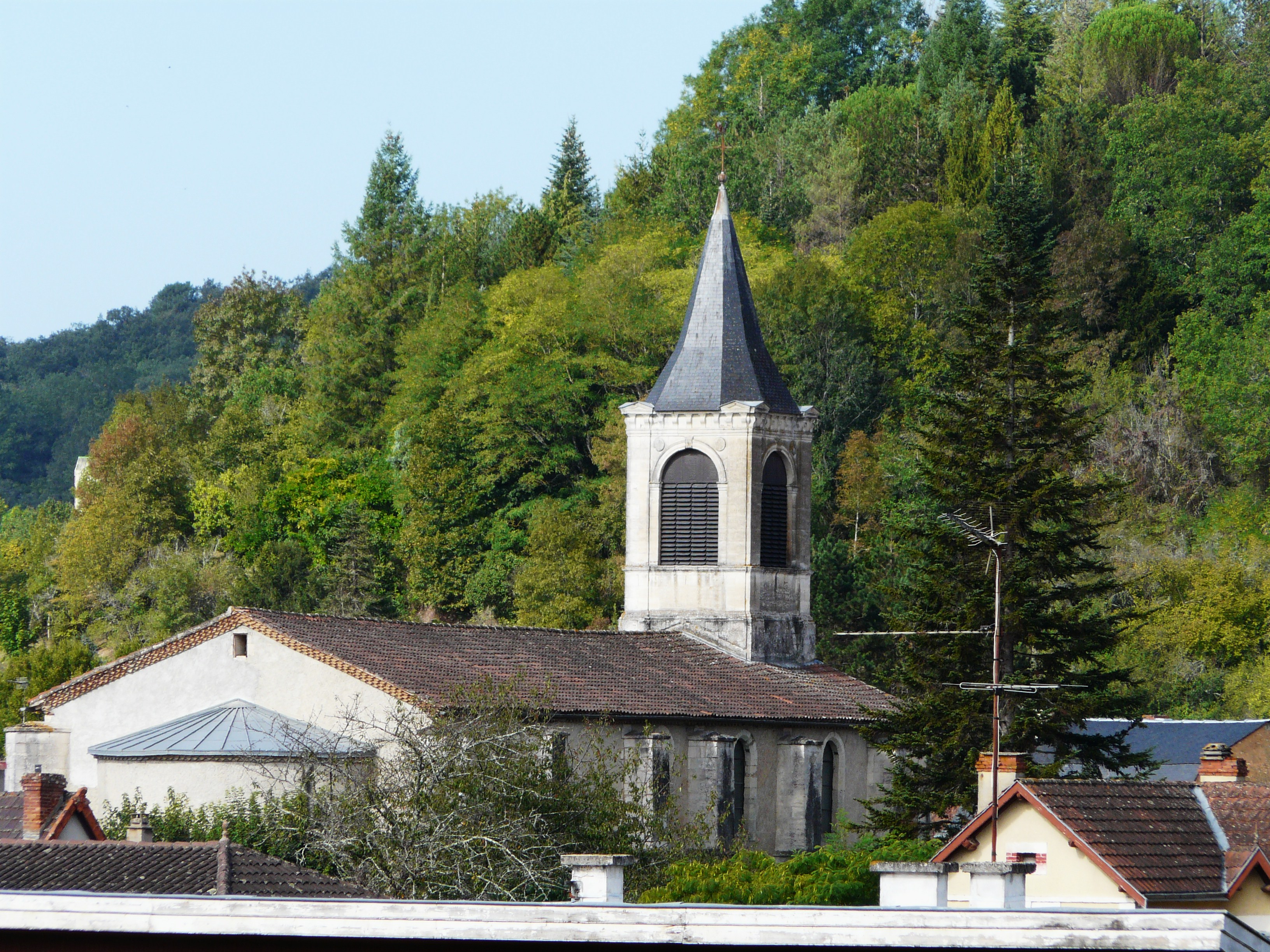
L'église Saint-Jean.

- L'église Saint-Jean du XIXe siècle dont le clocher porte le nom du poète Jasmin qui a contribué à la réédification de l'église.

### Personnalités liées à la commune
- Jean Firmin Malafaye (1815-1902), dit « le capitaine Malafaye », militaire français et bienfaiteur de la commune, est né et mort à Vergt. Une rue de Vergt porte son nom, et sur la place de l'église, un buste de bronze le représente[81].
- Gaston Lavy (1875-1949), artiste illustrateur, est né à Vergt[82].
- Léon Faye (1899-1945), officier et résistant, est né à Vergt[83].
- Serge Lhorca (1918-2012), comédien spécialisé dans le doublage né à Vergt, actif entre 1935 et 1998.
- Raymond Biaussat (1932-2021), artiste peintre né à Vergt[84].

### Héraldique
| Blason de Vergt | Blason  | De gueules à la bande d'argent chargée de trois fraises renversées au naturel, accompagnée en chef d'une épée d'or garnie d'argent, et en pointe d'un arbre arraché aussi d'or. |
| Blason de Vergt | Détails | Le statut officiel du blason reste à déterminer. |

## Pour approfondir